# Dionysios Vasilopoulos
Dionysios Vasilopoulos (in greco Διονύσιος Βασιλόπουλος?; Alessandria d'Egitto, 1902 – 1964) è stato un nuotatore e pallanuotista greco.
Ha rappresentato la Grecia nei tornei di pallanuoto ai Giochi di Anversa 1920 e di Parigi 1924, e nel nuoto sempre ai Giochi del 1924, gareggiando nelle gare dei 100m, 400m e 1500m stile libero.